# كوري ندابا
كوري ريتشارد ندابا (بالإنجليزية: Corrie Richard Ndaba)‏ (من مواليد 25 ديسمبر 1999) هو لاعب كرة قدم أيرلندي محترف يلعب في مركز قلب الدفاع لفريق الدوري الثاني سالفورد سيتي على سبيل الإعارة من إبسويتش تاون.

## مشاركاته الدولية
فاز ندابا بمباراة واحدة مع منتخب جمهورية أيرلندا تحت 18 عام 2016. وفي مارس 2019، تم استدعاؤه لمنتخب جمهورية أيرلندا تحت 21 عامًا لتصفيات بطولة أوروبا.